# Arrondissement de Saint-Hippolyte
L'arrondissement de Saint-Hippolyte est un ancien arrondissement français du département du Doubs créé le 17 février 1800. En 1816, la sous-préfecture a été déplacée à Montbéliard.

## Composition
Il comprenait les cantons de Blamont, Maîche, Pont-de-Roide-Vermondans, le Russey, Saint-Hippolyte.